# Gennaro Granito Pignatelli di Belmonte
Gennaro Granito Pignatelli di Belmonte (Nápoles, 10 de abril de 1851 - Roma, 19 de fevereiro de 1948) foi um cardeal e diplomata italiano, Decano do Colégio dos Cardeais.

## Biografia
Era de família nobre, filho de Angelo Granito, 4.º marquês de Castellabate e Paolina Francesca Pignatelli e Aymerich, princesa de Belmonte e 9.º duquesa de Acerenza. Dessa forma, foi de jure príncipe de Belmonte.
Frequentou o Colégio dos Cônegos Regulares Lateranenses em Piedigrotta e depois o Collegio Mondragone de Frascati entre 1865 e 1868, depois obteve o bacharelado em filosofia no Colégio Romano e estudou violino e pintura no estúdio de Giovanni Siciliano di Rende. Estudando com tutores particulares em Nápoles, obteve o doutorado em teologia em 2 de março de 1878.

## Vida religiosa
Em 5 de junho de 1879, foi ordenado padre, na Catedral de Nápoles por Dom Guglielmo Sanfelice d'Acquavella, O.S.B. Cas., arcebispo de Nápoles. Enquanto padre, fez parte das missões papais na coroação do Czar Nicolau II da Rússia e no aniversário de sessenta anos de reinado da rainha Vitória do Reino Unido, pois era prelado doméstico de Sua Santidade. Em 1893, ele foi nomeado ablegato de entregar o barrete vermelho aos dois novos cardeais Victor-Lucien-Sulpice Lécot e Joseph-Chrétien-Ernest Bourret na França, onde trabalhou na nunciatura.
Em 17 de novembro de 1899, foi nomeado núncio apostólico na Bélgica, sendo consagrado em 26 de novembro, na Capela das Irmãs de Santana na Via Merulana, recebendo o título de arcebispo titular de Edessa in Macedonia, pelas mãos de Mariano Rampolla, Cardeal Secretário de Estado, coadjuvado por Casimiro Gennari, assessor do Suprema Congregação do Santo Ofício, e por Carlo Caputo, arcebispo titular de Nicomedia. Em 15 de janeiro de 1904, é transferido para o Império Austro-Húngaro, onde fica até 6 de janeiro de 1911, quando resigna-se. Nesse mesmo ano, é o enviado papal para a coroação do Rei Jorge V do Reino Unido.
No Consistório de 27 de novembro de 1911, foi criado cardeal pelo Papa Pio X, recebendo o barrete cardinalício e o título de Santa Maria dos Anjos no mesmo dia. Em 6 de dezembro de 1915, passa a ordem dos cardeais-bispos, assumindo a sé suburbicária de Albano e no ano seguinte, é nomeado camerlengo, cargo que exerce até 1919. Em 9 de julho de 1930, assume a sé suburbicária de Óstia, tornando-se o Decano do Colégio dos Cardeais. Assim, preside o Conclave de 1939, que elegeu o Papa Pio XII.
Morreu em 19 de fevereiro de 1948, de complicações na bexiga pela idade avançada, em seu apartamento decorado com simplicidade na casa histórica de Santa Marta, no Vaticano. Na época da sua morte, era o único cardeal nomeado por Pio X ainda vivo.

## Conclaves
- Conclave de 1914 - participou da eleição do Papa Bento XV
- Conclave de 1922 - participou da eleição do Papa Pio XI
- Conclave de 1939 - participou como decano do Colégio dos Cardeais da eleição do Papa Pio XII